# هیلوود
هیلوود (به انگلیسی: Halewood) یک شهرک و محله مدنی در بریتانیا است که در Knowsley واقع شده‌است. هیلوود ۲۰٬۱۱۶ نفر جمعیت دارد.